# Syndicat mixte Départemental Équipement Ardèche
 (octobre 2014).
Le Syndicat mixte départemental équipement Ardèche est une structure intercommunale française, située dans le département de l'Ardèche et la région Auvergne-Rhône-Alpes.

## Nature juridique
Cette structure intercommunale est un Syndicat mixte ouvert.

## Historique
- 17/06/1963 : Création du syndicat.
- 29/10/1970 : Adhésion de 18 communes.
- 07/03/1972 : Adhésion de 13 communes.
- 07/08/1974 : Adhésion de 6 communes.
- 16/02/1977 : Adhésion du district d'Annonay.
- 23/01/1984 : Adoption de nouveaux statuts.
- 01/09/1985 : Adhésion du SITHERE plus 57 communes au SDEA.
- 28/02/1985 : Adoption de nouveaux statuts.
- 23/04/1987 : Adhésion de 9 communes et du SIVA.
- 15/04/1988 : Adhésion de 6 communes.
- 12/05/1992 : Adhésion de 18 communes, plus le SI de gestion de lac de Devesset.
- 27/11/1995 : Adhésion de Joyeuse et Saint-Privat et fixant la composition des membres du SDEA.

## Composition
Le syndicat regroupe 129 communes et trois Intercommunalités :
Communes :
1. Alboussière
2. Alissas
3. Annonay
4. Arcens
5. Ardoix
6. Asperjoc
7. Astet
8. Aubenas
9. Baix
10. Barnas
11. Berrias-et-Casteljau
12. Boffres
13. Borée
14. Borne
15. Boucieu-le-Roi
16. Bourg-Saint-Andéol
17. Burzet
18. Chambonas
19. Champagne
20. Champis
21. Charmes-sur-Rhône
22. Châteaubourg
23. Châteauneuf-de-Vernoux
24. Chirols
25. Chomérac
26. Colombier-le-Vieux
27. Cornas
28. Coucouron
29. Cros-de-Géorand
30. Cruas
31. Davézieux
32. Désaignes
33. Empurany
34. Félines
35. Flaviac
36. Genestelle
37. Gilhoc-sur-Ormèze
38. Gravières
39. Grospierres
40. Guilherand-Granges
41. Issarlès
42. Jaujac
43. Joannas
44. Joyeuse
45. La Rochette
46. La Souche
47. La Voulte-sur-Rhône
48. Labastide-sur-Bésorgues
49. Labeaume
50. Labégude
51. Lachapelle-Graillouse
52. Lagorce
53. Lamastre
54. Lanarce
55. Lanas
56. Largentière
57. Larnas
58. Laurac-en-Vivarais
59. Lavilledieu
60. Le Béage
61. Le Cheylard
62. Le Crestet
63. Le Lac-d'Issarlès
64. Le Pouzin
65. Le Teil
66. Les Ollières-sur-Eyrieux
67. Les Vans
68. Loubaresse
69. Marcols-les-Eaux
70. Mariac
71. Mars
72. Mauves
73. Mayres
74. Mazan-l'Abbaye
75. Mercuer
76. Meysse
77. Montpezat-sous-Bauzon
78. Orgnac-l'Aven
79. Peaugres
80. Péreyres
81. Privas
82. Quintenas
83. Rochepaule
84. Roiffieux
85. Ruoms
86. Sagnes-et-Goudoulet
87. Saint-Agrève
88. Saint-André-en-Vivarais
89. Saint-Barthélemy-Grozon
90. Saint-Barthélemy-le-Plain
91. Saint-Cierge-la-Serre
92. Saint-Cirgues-de-Prades
93. Saint-Clément
94. Saint-Cyr
95. Saint-Désirat
96. Saint-Étienne-de-Fontbellon
97. Saint-Étienne-de-Lugdarès
98. Saint-Félicien
99. Saint-Georges-les-Bains
100. Saint-Jeure-d'Andaure
101. Saint-Julien-Boutières
102. Saint-Julien-en-Saint-Alban
103. Saint-Just-d'Ardèche
104. Saint-Lager-Bressac
105. Saint-Marcel-lès-Annonay
106. Saint-Martial
107. Saint-Martin-de-Valamas
108. Saint-Montan
109. Saint-Péray
110. Saint-Pierre-de-Colombier
111. Saint-Pierreville
112. Saint-Privat
113. Saint-Remèze
114. Saint-Sauveur-de-Montagut
115. Saint-Victor
116. Salavas
117. Sanilhac
118. Satillieu
119. Serrières
120. Soyons
121. Toulaud
122. Tournon-sur-Rhône
123. Usclades-et-Rieutord
124. Valgorge
125. Vernoux-en-Vivarais
126. Villeneuve-de-Berg
127. Villevocance
128. Vocance
129. Vogüé

Communautés de communes et syndicats :
1. Syndicat mixte de la vallée de l'Ardèche
2. SIVU gestion du Lac de Devesset
3. SIVU pour le thermalisme et l'environnement

## Chiffres clés
- Nombre de communes : 129
- Nombre de groupements : 3
- Nombre d'établissements publics : 0
- Superficie totale : ??? ha
- Population : 233 564 habitants

## Compétences
- Action de développement économique (Soutien des activités industrielles, commerciales ou de l'emploi, Soutien des activités agricoles et forestières...)
- Aménagement rural

## Adhésion à des groupements
Non, cette structure n'adhère à aucun groupement.